# 黎礎寧
黎礎寧（1984年10月16日—2008年11月12日），台灣女歌手，南投縣埔里鎮人，國立台中技術學院商業設計系畢業。黎礎寧曾參加中視歌唱選秀節目第三屆《超級星光大道》，最終獲得季軍。2008年11月12日深夜，因感情受挫而在自小客車內燒炭輕生，經友人發現送往中國醫藥大學附設醫院急診室搶救，急救約一小時後仍宣告不治，得年24歲。

## 個人背景
2008年黎礎寧參加第三屆超級星光大道獲得前五強資格，最後獲得第三名。在此之前她曾參加《快樂星期天》的「校園歌喉戰」，得到國立臺中技術學院校內第二名。2007年在臺中哈玩意駐唱時就已結識星光三班的戰友林芯儀。
黎礎寧有著渾厚扎實的中低音，聲音帶點沙啞，在比賽中常演唱R&B曲風歌曲。她在演繹許多歌曲都有自己獨特的風格，曾在藝人合唱賽時完全不懾服於實力歌手A-Lin，拿下全場最高分25分（滿分），且在兩周後再次以超高演繹水準拿下滿分，因此成為當屆總冠軍熱門人選之一。
黎礎寧參加星光三班比賽節目期間就曾透露她和外籍職棒投手「勇壯」為男女朋友，兩人已交往四年，但最終仍分手。8月比賽結束後，原本黎礎寧預計回到臺中繼續其駐唱的工作，並沒有簽約往歌壇發展的打算。但因其在星光三班的優異表現，在各方不斷的遊說慰留下，黎礎寧才決定簽約繼續往歌壇發展，卻在經紀約還沒簽訂完成的情況下，11月12日深夜黎礎寧因感情因素在自小客車中燒炭輕生死亡，生前留有一封遺書給家人。之後11月17日晚黎礎寧生前好友與同事齊聚其駐唱的臺中阿曼王國舉辦私人追思會，公祭則於11月24日在南投埔里老家舉行，其國立臺中技術學院同學、星光三班全體成員、歌迷，以及曾與黎礎寧合作的藝人星光二班葉瑋庭、偶像A-Lin均到場送她最後一程。

## 超級星光大道第三季比賽成績

### 參賽過程
| 集數     | 比賽主題                     | 演唱歌曲                                                                                 | 分數  | 備註                               |
| -------- | ---------------------------- | ---------------------------------------------------------------------------------------- | ----- | ---------------------------------- |
| 02       | 百人初選（下）               | 《白色婚禮》 / 許哲珮                                                                    | 16    | 過關                               |
| 03       | 男女PK賽（上）               | 《是誰》 / 芮恩                                                                          | 19    | 過關 勝周智琳（17分）              |
| 05       | 電視劇主題曲指定賽           | 《曾經太年輕》 / 藍又時                                                                  | 16    | 過關                               |
| 06       | 海外選手資格賽 Part1         | 《位置》 / A-Lin                                                                         | 20    | 過關                               |
| 08       | 海外選手資格賽 Part3         | 《冰河》 / 溫嵐                                                                          | 16    | 過關                               |
| 09       | 我出生年代的歌曲             | 《最後一夜》 / 蔡琴                                                                      | 16    | 過關                               |
| 10       | 我的主打歌                   | 《If I ain't got you》 / Alicia Keys                                                     | 17    | 過關                               |
| 11       | 評審指定曲                   | 《Venus》 / 孫燕姿                                                                       | 20    | 過關                               |
| 12       | 合唱指定賽                   | 《When you believe》 / Mariah Carey & Whitney Houston                                    | 14    | 失敗 合唱：周柔柔                  |
| 13       | Unplugged指定賽              | 《靠近》 / 庾澄慶                                                                        | 18    | 過關                               |
| 14       | 肢體考驗賽                   | 《Still Dirrty》 / Christina Aguilera                                                    | 18    | 過關                               |
| 15       | 學長姐合唱賽                 | 《假娃娃》 / A-Lin                                                                       | 20    | 過關 合唱：葉瑋庭                  |
| 16       | 藝人合唱賽                   | 《我還是不懂》 / A-Lin                                                                   | 25    | 過關，滿分 合唱：A-Lin             |
| 17       | 觀眾點播歌曲                 | 《四季》 / A-Lin                                                                         | 21    | 過關                               |
| 18       | 突破自我挑戰賽               | 《Save me from myself》 / Christina Aguilera                                             | 25    | 過關，滿分                         |
| 19       | 非歌手藝人踢館賽             | 《傻孩子》 / 閻韋伶                                                                      | 18    | 過關 勝史茵茵（16分）              |
| 20       | 一對一踢館賽 Part1           | 《Before I fall in love》 / 李玟                                                         | 17    | 過關 勝陳姿樺（12分）              |
| 21       | 一對一踢館賽 Part2           | 《沙啞》 / Saya                                                                          | 22    | 過關 勝顏莞蒨（14分）              |
| 22       | 一對一踢館賽 Part3           | 《Ready For Love》 / India Arie                                                          | 19    | 過關 勝張心傑（18分）              |
| 24       | 冠軍積分賽-Touch人心挑戰賽   | 《幸福》 / 方皓玟 《我喜歡你快樂》 / 蕭亞軒                                              | 21 18 |                                    |
| 25       | 冠軍積分賽-拿手歌曲+默契合唱 | 《Foolish games》 / Jewel 《I'll be there》 / Mariah Carey                               | 20 18 | 第二輪合唱：李宏武                 |
| 26       | 冠軍積分賽-偶像合唱抗壓賽    | 《放生》 / 范逸臣 《Piano》 / 范逸臣                                                     | 13 20 | 第二輪合唱：范逸臣                 |
| 27       | 冠軍積分賽-拿手歌曲+文藝團體 | 《孤單Tequila》 / 張惠妹 《Si No Te Hubiera Conocido》 / Christina Aguilera & Luis Fonsi | 19 21 | 第二輪合唱：穆福淳（菲律賓男高音） |
| 28       | 冠軍積分賽-拿手歌曲+老歌新唱 | 《It's Too Late》 / Carole King 《給我一個吻》 / 張露                                    | 16 21 | 暫居第三名                         |
| 29       | 冠軍總決賽                   | 《Timeless》 / 張力尹 《Fighter》 / Christina Aguilera                                   | 14 16 | 季軍                               |
| 29       | 畢業典禮                     | 《家後》 / 江蕙                                                                          | 16    |                                    |
| 星光四班 | 學長姐合唱賽                 | 《繁華攏是夢》 / 陳美鳳 & 伍浩哲                                                         | 18    | 合唱：吳勇濱                       |

### 腳註
1. ↑  . 中國時報. 2008年6月9日  [2008年6月9日]. （原始内容存档于2008年6月9日）.
2. ↑  . 中國時報. 2008年3月21日  [2008年6月9日]. （原始内容存档于2008年6月11日）.
3. ↑  . 自由時報. 2008年4月3日  [2008年6月9日]. （原始内容存档于2008年5月24日）.
4. ↑  . 自由時報. 2008-11-13  [2023-08-10]. （原始内容存档于2023-08-11）.
5. ↑  . TVBS. 2008年11月13日  [2019年9月6日]. （原始内容存档于2019年9月6日）.

## 外部連結
- 黎礎寧部落格* （页面存档备份，存于） (Wayback Machine)

| 前任： 葉瑋庭 | 超級星光大道季軍 2008年8月15日-2009年3月20日 | 繼任： 林鴻鳴 |